# Dandong
Dandong (forenklet kinesisk: 丹东; traditionel kinesisk: 丹東; pinyin: Dāndōng; Wade-Giles: Tān-tūng) er en by på præfekturniveau i provinsen Liaoning i Nord-Kina ved Kinas kyst til det Gule Hav. Præfekturet har et areal på 15,222 km2 
hvoraf byområdet udgør 	832 km2, og en befolkning på 2.409.697 mennesker, heraf 780.414 i byområdet (2004).
Dandong ligger nær ved floden Yalu udmunding i Koreabugten i det Gule Hav. Den ligger overfor Nord-Korea med byen Sinuiju på den modsatte flodbred, forbundet med Den kinesisk-koreanske venskabsbro. Dandong har en havn, og har siden 1907 haft togforbindelse med Shenyang og Nord-Korea. 
Supungdæmningen ved Yalu genererer kraft til Dandongs industri. Der produceres papir, egebladsilke, kemikalier, medicin, maskineri, cement og gummiprodukter. 

## Administrative enheder
Bypræfekturet Dandong har jurisdiktion over 3 distrikter (区 qū), 2 byamter (市 shì) og et autonomt amt (自治县 zìzhìxiàn).
| Kort              | Kort                      | Kort           | Kort                     | Kort                   | Kort        | Kort      |
| ----------------- | ------------------------- | -------------- | ------------------------ | ---------------------- | ----------- | --------- |
| Kort over Dandong |                           |                |                          |                        |             |           |
| #                 | Navn                      | Hanzi          | Pinyin                   | Befolkning (2003 est.) | Areal (km²) | Indb./km² |
| Distrikter        |                           |                |                          |                        |             |           |
| 1                 | Zhenxing                  | 振兴区         | Zhènxīng Qū              | 380.000                | 80          | 4.750     |
| 2                 | Yuanbao                   | 元宝区         | Yuánbǎo Qū               | 180.000                | 81          | 2.222     |
| 3                 | Zhen'an                   | 振安区         | Zhèn'ān Qū               | 190.000                | 669         | 284       |
| Byamter           |                           |                |                          |                        |             |           |
| 4                 | Fengcheng                 | 凤城市         | Fèngchéng Shì            | 580.000                | 5.518       | 105       |
| 5                 | Donggang                  | 东港市         | Dōnggǎng Shì             | 640.000                | 2.496       | 256       |
| Autonome fylker   |                           |                |                          |                        |             |           |
| 6                 | Kuandian (For mandsjuene) | 宽甸满族自治县 | Kuāndiàn Mǎnzú Zìzhìxiàn | 440.000                | 6.186       | 71        |

## Historie
Kort og arkæologiske fund gør det nærliggende at konkludere at området havde bosættelser allerede under Zhou-dynastiet. 
Selve byen blev grundlagt under Ming-dynastiet (1368-1644), og den udviklede sig til et vigtigt handelsknudepunkt mellem Kina og Korea.
Området blev kendt som amtet Andong (安東) 1876. Andong betyder i denne sammenhæng «[skabe] fred i øst», og navnet reflekterede det syn datidens Qing-Kina havde på Korea: Korea var deres lydrige og det var Kinas ansvar at skabe fred der. 
Under 1. kinesisk-japanske krig blev Andong hurtigt okkuperet af japanerne i 1894. Dangong blev åbnet som traktathavn for fremmede magter i 1907. Under Manchukuo-æraen blev byen hovedstad for provinsen Andong, en af fjorten provinser som blev etableret i denne japanskledede marionetstat. 
Byen fik sit nuværende navn 20. januar 1965, da man mente at det forrige navnet vidnede om en imperialistisk indstilling.

## Trafik
Kinas rigsvej 201 fører gennem området. Den begynder i Hegang i provinsen Heilongjiang og fører via blandt andet Mudanjiang og Dandong mod syd til Liaodonghalvøen og Lüshunkou/Dalian.

Kinas rigsvej 304 løber gennem området. Den begynder i Dandong og fører til Holingol i Indre Mongoliet.